# 信息网络传播权
信息网络传播权是《中华人民共和国著作权法》第十条第一款第（十二）项中规定的一种著作权权能。这一权能是于2001年10月27日第九届全国人民代表大会常务委员会第二十四次会议上，作为对《著作权法》的一项修正，被纳入该法中的。

## 定义
根据《中华人民共和国著作权法》第十条第一款第（十二）项，信息网络传播权是指“以有线或者无线方式向公众提供作品，使公众可以在其个人选定的时间和地点获得作品的权利。”
同时，在2006年5月10日国务院通过的《信息网络传播权保护条例》第二十六条中，信息网络传播权被定义为：“是指以有线或者无线方式向公众提供作品、表演或者录音录像制品，使公众可以在其个人选定的时间和地点获得作品、表演或者录音录像制品的权利。”根据这个定义，信息网络传播权从一种著作权权能，扩展为著作权和表演者权及录音录像制作者权都具有的权能。
这一定义的表述方式，显然受到世界知识产权组织于1996年通过的《世界知识产权组织版权条约》第八条的影响。中国全国人民代表大会常务委员会于2006年12月29日通过了加入这一条约的议案。但是，仔细分析上述条约的表述可以发现，中国的信息网络传播权与该条中规定的“公共传播权”有很大的差异。